# Бебей-Ндей, Голер Руди
Голер Руди Бебей-Ндей (род. 9 марта 1986 года) — конголезский футболист, выступающий на позиции нападающего, игрок национальной сборной.

## Карьера
Бебей-Ндей начал карьеру в 2003 году в клубе «Этуаль дю Конго», молодой футболист показывал хорошие результаты, благодаря чему в том же году дебютировал в сборной. В 2005 году Бебей-Ндей перешёл в габонский «Дельта Телестар», команда заняла четвёртое место в чемпионате. В том же году Бебей-Ндей отметился первым голом за сборную. В 2006 году футболист вернулся в чемпионат Конго, перейдя в «Сен-Мишель д’Уэнзе».
В сезоне 2006/07 Бебей-Ндей перешёл в чемпионат Украины, где выступал за «Заря Луганск». 12 ноября 2006 года игрок дебютировал в Премьер-лиге, проведя полный матч против «Днепра», «Заря» была разгромлена со счётом 3:0. Через неделю он вышел на последних минутах матча против «Сталь Алчевск», луганчане победили с минимальным счётом. Свой третий и последний матч за клуб Бебей-Ндей провёл против «Харькова», выйдя на замену при счёте 1:0 в пользу соперника. Однако он не смог спасти команду от поражения и, кроме жёлтой карточки, ничем не отличился. Он также провёл один матч в дубле «Зари», в нём клуб с минимальным счётом уступил второй команде «Таврии».
После сезона на Украине Бебей-Ндей вернулся в «Дельта Телестар», а ещё через год перешёл в свой первый клуб, «Этуаль дю Конго». После этого игрок три года не вызывался в сборную. В 2010 году Бебей-Ндей перешёл в «Леопардс». Постепенно футболист набрал форму и уже через год снова получил вызов в национальную сборную. В 2012 и 2013 годах «Леопардс» становились чемпионами Конго.
В январе 2014 года тренер Клод Ле Руа пригласил его в сборную Конго на чемпионат африканских наций 2014. Команда вылетела на групповом этапе, заняв третье место.
26 июля 2015 года он перенёс тяжёлую травму позвоночника в матче против египетского «Замалека».